# Josep Berga i Vayreda
Josep Berga i Vayreda (Barcelona, 1964), més conegut com a Pep Berga, és un polític català, alcalde d'Olot entre 2019 i 2025.

## Biografia
Es va llicenciar en filosofia a la Universitat Autònoma de Barcelona, i va completar els seus estudis amb un diploma d'Especialització Universitària de Funció Gerencial a les Administracions Públiques (Universitat Ramon Llull) i un màster en Direcció Pública a ESADE. Un cop finalitzada la carrera, va treballar temporalment com a professor de filosofia a la UNED, per passar a treballar com a funcionari tècnic al llavors Departament de Benestar Social de la Generalitat de Catalunya.
Va iniciar la seva trajectòria política en el món de l'associacionisme local. Després de formar part de les juntes del Club Natació Olot, de l'organització del Cornamusam i de Garrotxa Solidària, el 2003 va fer el pas a la política i va anar tercer a la llista de Convergència i Unió encapçalada per Eudald Morera per Olot a les eleccions municipals de 2003, i segon a les llistes les eleccions de 2007, 2011 i 2015, darrera de Josep Maria Corominas, sent el seu home de confiança. Ha sigut regidor de Cultura, d'Educació i de Benestar Social i Drets Civils a l'Ajuntament d'Olot, i portaveu del grup municipal del PDeCAT. Vuit anys a l'oposició i vuit més fent de regidor. També ha sigut vicepresident del Consell Comarcal de la Garrotxa durant dotze anys.
A les eleccions municipals de 2019 fou escollit alcalde d'Olot, amb majoria absoluta i presentant una llista paritària. En la seva presa de possessió va citar quatre grans eixos de treball: el progrés social, la prosperitat econòmica, la transformació urbana i la construcció democràtica. El setembre de 2020 es va donar de baixa del PDcat, passant a formar part del partit Junts per Catalunya.
Es va tornar a presentar com a alcaldable a les eleccions municipals de 2023, on tornà a ser la força més votada, però va perdre la majoria absoluta. Dies després va anunciar un pacte de govern amb Esquerra Republicana.
El febrer de 2025 va anunciar que deixava l'alcaldia, alegant motius personals.